# Marinhoa (raça bovina)
A raça marinhoa é uma raça bovina originária dos territórios da bacia hidrográfica do rio Vouga, nos distritos de Aveiro e Coimbra, crendo-se que resultará do cruzamento das raças mirandesa e minhota. 
Historicamente, a vaca marinhoa era mormente um animal de trabalho, que se empregava na lavoura agrícola.
A robustez desta raça bovina era aproveitada, também, pelas populações rurais na arte da xávega, para ajudarem a puxar as redes do pescado para terra; e outrossim para auxiliar na faina dos moliceiros, porquanto puxavam as carroças que transportavam o moliço, usado para adubo e outros fins.
Mercê da evolução dos meios técnicos da pesca e da agrícultura, contemporaneamente, têm-se envidado esforços e estudos, com vista a vocacionar esta raça mais para consumo humano, dando lugar à carne marinhoa, produto com DOP.

## Origens
As primeiras alusões a esta raça reputam-se ao professor de zootécnia e agronomia oitocentista português, Silvestre Bernardo Lima, o qual asseria que o epíteto «Marinhoa» servia para denominar o gado que se criava, trabalhava e cevava em toda a zona de beira-mar dos distritos de Aveiro e de Coimbra,  mormente na bacia hidrográfica do rio Vouga, conhecida como “Marinha”.
O mesmo autor, na sua monografia sobre as raças bovinas portuguesas dedicada à Academia de Ciências de Lisboa, menciona que esta raça bovina era conhecida do Matadouro de Lisboa no séc. XIX, gozando de fama de ter menos gordura do que aquela que aparentava.
Nos anos 40 do séc. XX, publicaram-se duas monografias especificas sobre esta raça, a primeira das quais apresentando uma análise dos dados biométricos e definindo o padrão da raça. Na segunda monografia, associou-se a raça marinhoa e as suas peculiaridades ao ambiente onde é criada, fazendo-se o escólio das suas qualidades e dos sistemas de produção, então, em uso.
Posteriormente, nos anos 90 do mesmo século, publicou-se um estudo de caracterização da raça Marinhoa, em sede do qual se apuraram as potencialidades da raça para os regimes agrícolas de tipo intensivo, aproveitando-se os vastos recursos forrageiros disponíveis na região da Marinha.

## Área de produção
Presentemente, a produção da Carne Marinhoa abarca um vasto rol de concelhos dos distritos de Aveiro e de Coimbra, desde Ovar, Murtosa, Estarreja, Albergaria-a Velha, Águeda, Oliveira do Bairro, Sever do Vouga, Oliveira de Azeméis, Anadia, Mealhada Mira, Cantanhede, Montemor-o-Velho, Soure até à Figueira da Foz.

## Caracteristícas padrão da raça
As vacas marinhoas pautam-se pela sua significativa robustez, de tal modo que os espécimes desta raça costumam salientar-se pelas suas grandes dimensões e pela sua musculatura desenvolvida. Conta com uma pelagem castanha clara, que se pode matizar entre o castanho-palha e o acerejado, sendo que na orla das orelhas, barbela, envoltura dos olhos e na ponta da cauda, tendem a exibir uma pelagem mais escura ou mesmo preta. Como sinal de dimorfismo sexual, os espécimes masculinos soem de ser mais escuros do que as fêmeas. 
A cabeça das vacas marinhoas costuma ser comprida, destacando-se pela fronte sub-côncava e chanfro recto. Do que toca aos cornos, têm feição de lira baixa, com secção eliptíca, orçando comprimentos moderados e exibindo uma coloração esbranquiçada que, amiúde, remata em negro na ponta. 